# Сестрорецк
Сестрорѐцк (на руски: Сестрорецк) е град в северозападна Русия, част от Курортен район на Санкт Петербург. Населението му е около 40 000 души (2016).
Разположен е на 5 метра надморска височина в Източноевропейската равнина, между брега на Финския залив и изкуственото езеро Сестрорецки разлив и на 25 километра северозападно от центъра на Санкт Петербург. Селището възниква през 1714 година около създаден от Петър I дворец и построен малко по-късно военен завод, функциониращ до наши дни. Между 1812 и 1864 година е част от територията на Финландското велико княжество.

## Известни личности
Починали в Сестрорецк
- Михаил Зошченко (1894 – 1958), писател